# ناحیه دریدن، شهرستان سیبلی، مینه سوتا
ناحیه دریدن (به انگلیسی: Dryden Township) یک منطقهٔ مسکونی در ایالات متحده آمریکا است که در شهرستان سیبلی، مینه‌سوتا واقع شده‌است.
 ناحیه دریدن ۸۹٫۶ کیلومتر مربع مساحت و ۲۸۰ نفر جمعیت دارد و ۳۰۵ متر بالاتر از سطح دریا واقع شده‌است.